# Dudeștii Noi
Dudeștii Noi é uma comuna romena localizada no distrito de Timiș, na região histórica do Banato (parte da Transilvânia). A comuna possui uma área de 53.93 km² e sua população era de 3179 habitantes segundo o censo de 2011.

## População
| 2002 | 2011 |
| 2395 | 3179 |